# I. Attalosz pergamoni király
I. Attalosz Szótér (görögül: "megmentő"; Kr. e. 269 – Kr. e. 197)
Pergamon görög polisz (ma Törökország) uralkodója Kr. e. 241-től haláláig.
I. Eumenész – akit követett a trónon – másodunokatestvére és fogadott fia és az Attalida dinasztia első királya volt.
Attalosz fontos csatát nyert a galaták fölött, akik egy újonnan érkezett kelta néptörzs voltak Trákiából és több mint egy generáción keresztül fosztogattak és hadisarcot szedtek Kis-Ázsiában minden korlátozás nélkül.
Ez a győzelem, amit Pergamonban ünnepeltek, felszabadította a területet a gall rémuralom alól és emiatt kapta a szótér nevet valamint a királyi címet.
Bátor és rátermett hadvezér volt, hű Rómához és fontos szerepet játszott az első és második makedóniai háborúkban, amit V. Philipposz ellen vívtak.
Számos tengeri csatát is vezetett a makedónok ellen az Égei-tengeren, melynek során Pergamon elfoglalta a Aigina szigetét (az első háborúban) és Androszt (a másodikban) és kétszer is megmenekült Philipposz fogsága elől.
Kr. e. 197-ben halt meg, röviddel a második háború befejezése előtt 72 évesen, valószínűleg gutaütésben, amit néhány hónappal korábban kapott, amikor a boiótiai háborús tanácsülésen vett részt. Mesésen boldog családi élete volt feleségével és négy fiával. Fia, II. Eumenész követte a trónon.